# Parnaíba (rzeka)
Parnaíba – rzeka w Brazylii o długości ok. 1400 km.
Rzeka ta wypływa z gór Chapada das Mangabeiras, a uchodzi do Oceanu Atlantyckiego.
W górach rzeka Parnaíba tworzy liczne wodospady oraz katarakty. Rzeka ta jest w dolnym biegu wykorzystywana do żeglugi.